# سداب بیشه
سُداب بیشه (نام علمی: Cneoridium dumosum) نام یک گونه از خانواده سدابیان است.